# Гутмахер, Ольга
Ольга Гутмахер (девичья фамилия — Васильева) (англ. Olga Gutmakher, ивр. אולגה גוטמחר‎) (род. 9 февраля 1987) — израильская шахматистка, международный мастер среди женщин. Трёхкратная чемпионка Израиля (2008, 2013 и 2014), шахматный тренер.

## Биография
Родилась в Советском Союзе, репатриировалась в Израиль, проживала в Ашдоде. Изучала электротехнику в Тель-Авивском университете, служила в ЦАХАЛ инженером-электриком. Учится на степень магистра в области системного проектирования в инженерном колледже «Афека».

## Спортивные достижения
В 1998 в 11 лет выиграла чемпионат Израиля среди девушек до 14 лет, в 2002 среди девушек до 20 лет, с 2003 член женской сборной Израиля по шахматам. В 2008, 2013, 2014 побеждала на женском чемпионате.

## Семья
Замужем за Михаэлем Гутмахером.

## Изменения рейтинга
| Графики недоступны из-за технических проблем. См. информацию на Фабрикаторе и на mediawiki.org. |